# Marie van der Zeyde
Marie Helene van der Zeyde (Rotterdam, 23 augustus 1906 - Eefde, 8 maart 1990) was een Nederlands letterkundige en vertaalster. Zij studeerde Nederlandse Letteren in Utrecht. Van der Zeyde was de levensgezellin van de dichteres Ida Gerhardt (1905-1997). De vertaling van het Bijbelboek Psalmen in de eerste uitgave van de Willibrordvertaling (1978) is mede van haar hand.